# Denak

En la historia de Irán, hay dos mujeres con el nombre de Denak:
- La primera (siglo II) aparece en las inscripciones de la Kaaba de Zoroastro como la madre de Babak, el padre del primer emperador sasánida de Persia. No figura en la esquela cual era el nombre de su marido, pero se trataría probablemente de Sasán, el fundador de la dinastía. La leyenda le atribuye un origen humilde como pastora o como mujer de un soldado hasta que un sueño revela al rey que los ancestros de su marido eran los antiguos emperadores aqueménidas. Tras la interpretación del sueño ascenderían hasta emparentar con la familia real.

- La segunda Denak sería la nieta de la anterior, casada con su hermano Ardacher I. Desde que su marido venciera a los partos y se proclamara emperador  (226), sería llamada Reina de reinas. Aparece en numerosas monedas junto con su marido, el fundador del Imperio Sasánida que quería evocar los tiempos de los grandes emperadores aqueménidas.

- Datos: Q5551584